# Obszar Chronionego Krajobrazu Strandża
Obszar Chronionego Krajobrazu Strandża (bułg. Природен парк Странджа) – obszar chronionego krajobrazu w Bułgarii, w obwodzie Burgas, obejmujący centralną część łańcucha górskiego Strandża, aż do brzegów Morza Czarnego. Powierzchnia parku wynosi 1161 km².

## Historia
Obszar Strandży jest największym chronionym terytorium naturalnym w Bułgarii (ponad 1% całego terytorium Bułgarii), utworzony w celu zachowania wyjątkowych ekosystemów i różnorodności biologicznej, a także w celu zachowania unikalnego folkloru, kultury i dziedzictwa historycznego Strandży. Powstał 24 stycznia 1994 roku. Na obszarze chronionego krajobrazu znajduje się 5 rezerwatów przyrody: Siłkosija, Uzunbodżak, Witanowo, Sredoka, Tisowica.

## Charakterystyka
W obszarze Strandży występują 54 gatunki ssaków i 261 gatunków ptaków. Specyficzny klimat Strandży powoduje, że roślinność ma odrębne cechy niż roślinność europejska, bowiem jest bardziej zbliżona do flory pontyjsko-euksańskiej Kaukazu.